# Szereg nefeloauksetyczny
Szereg nefeloauksetyczny – sekwencja metali lub ligandów ułożonych według malejącej wartości parametru Racah (B). Termin pochodzi od greckich aukse – powiększanie i nephele – chmura. Szereg jest konsekwencją efektu nefeloauksetycznego, czyli osłabienia odpychania międzyelektronowego w kompleksach. Związana jest z tym delokalizacja elektronów d metalu na ligandy i częściowa kowalencyjność wiązań. Stosunek nefeloauksetyczny wyraża się wzorem:
{\displaystyle \beta ={\frac {B'_{(kompleks)}}{B_{(wolny~jon)}}},}
gdzie:
{\displaystyle B} i {\displaystyle B'} – parametry Racah,
{\displaystyle \beta } musi być mniejsza niż 1.

## Szeregi
Wyznaczony eksperymentalnie szereg nefeloauksetyczny dla ligandów (w kolejności malejącej):
F− > H2O > en > NCS− > Cl− ≈ CN− > Br− > S2− ≈ I−
Warto zauważyć, że ligandy leżą w przybliżeniu zgodnie z malejącą elektroujemnością atomu donorowego. Ponadto można stwierdzić, że po lewej stronie szeregu znajdują się twarde zasady Lewisa, a po prawej – miękkie. Szereg nefeloauksetyczny dla metali, według malejącego parametru Racah w stosunku do wolnego jonu, przedstawia się następująco:
Mn2+ ≈ V2+ > Ni2+ ≈ Co2+ > Mo3+ > Cr3+ > Fe3+ > Rh3+ ≈ Ir3+ > Co3+ > Mn4+ > Pt4+ > Pt6+